# 浜菜みやこ
浜菜 みやこ（はまな みやこ、1970年12月20日 - ）は、日本のラジオパーソナリティ、女優。アートプロモーション所属。身長150cm  B：83 W：63 H：89、血液型はA型。

## 略歴
新潟市秋葉区出身。新潟県立新津高等学校卒業。

## 人物
- 「はまみ〜」の愛称で親しまれている。
- 大のネコ好きである。
- 趣味は映画鑑賞・読書・散歩・ピアノ・スキー。
- 座右の銘は「なんとかなるさ」。
- 好きなものは桃、卵焼き、トマト、ヨガ、ローバーミニクーパー、空気のおいしい所、虹色、誠実でやさしくて思いやりのある人[2]。

## 出演

### ラジオ
- おはようサンデー（ミュージックバード、 - 2024年3月31日[3]）
- ラジオの街で逢いましょう（Inter FM)
- 週刊メディア通信（ミュージックバード）
- 水元秀二郎のやるときゃやるぜ！いたずらパラダイス！（ミュージックバード）
- げんき一番！（ポッドキャスト番組）
- おはようサタデー（2004年4月 - 2006年3月）
- 元気e！（2003年4月 - 2005年3月）

### 映画
- いのちの山河〜日本の青空2〜
- ジェネラル・ルージュの凱旋
- 横浜開港150周年記念映画「桟橋」
- イキガミ
- チーム・バチスタの栄光
- ハブと拳骨
- 審理
- 夕凪の街 桜の国
- 犯人に告ぐ
- プルコギ
- 日本の青空
- 蒸発旅日記
- 樹の海〜JUKAI〜
- アイ・ラブ・フレンズ
- シアターTHEATER
- アイ・ラブ・ユー
- マルタイの女

### テレビ
- 那須・四季通信
- 天国の階段
- 救命指定病院シリーズ（火曜サスペンス劇場）
- 愛するために愛されたい
- 家族曲線
- 母親失格
- 十津川警部夫人の旅情殺人推理3
- 告知せず
- 7人の女弁護士
- 交渉人
- 松本清張 けものみち
- 女変装捜査官2
- エースをねらえ
- 土曜ワイド劇場25周年記念作品 リカ
- 快刀夢一座七変化
- はみだし刑事情熱派
- 北の捜査線・小樽港署
- 負けぬが勝ち

### 舞台
- めし屋
- 二百十日
- きよしの一心太助
- 新撰組〜音風録〜
- 普通の人でいるために その1